# Huy chương Alvar Aalto
Huy chương Alvar Aalto là một giải thưởng kiến trúc của Phần Lan dành cho các kiến trúc sư có công trình kiến trúc sáng tạo. Huy chương này được "Viện bảo tàng Kiến trúc Phần Lan" và Hiệp hội Kiến trúc sư Phần Lan (SAFA) thiết lập năm 1967 để vinh danh kiến trúc sư Hugo Alvar Henrik Aalto và được trao cách quãng, không thường xuyên. 

## Những người đoạt huy chương[1]
| Năm  | Tên                                  | Quốc gia    |
| ---- | ------------------------------------ | ----------- |
| 1967 | Hugo Alvar Henrik Aalto              | Phần Lan    |
| 1973 | Hakon Ahlberg                        | Thụy Điển   |
| 1978 | James Stirling                       | Anh Quốc    |
| 1982 | Jørn Utzon                           | Đan Mạch    |
| 1985 | Tadao Ando                           | Nhật Bản    |
| 1988 | Alvaro Siza                          | Bồ Đào Nha  |
| 1992 | Glenn Murcutt                        | Úc          |
| 1998 | Steven Holl                          | Hoa Kỳ      |
| 2003 | Rogelio Salmona                      | Colombia    |
| 2009 | Tegnestuen Vandkunsten               | Đan Mạch    |
| 2012 | Paulo David                          | Bồ Đào Nha  |
| 2015 | Fuensanta Nieto och Enrique Sobejano | Tây Ban Nha |
| 2017 | Zhang Ke                             | Trung Quốc  |